# شهرستان کمرون (تگزاس)

موقعیت شهرستان در ایالت تگزاس

کمرون یکی از شهرستان‌های ایالت تگزاس می‌باشد.
کمرون جنوبی‌ترین شهرستان این ایالت است.
جمعیت این شهرستان در سال ۲۰۱۰ میلادی معادل ۴۰۶۲۰۲ نفر بود.